# Priscilla Barnes
Priscilla Barnes (ur. 7 grudnia 1954 w Fort Dix w stanie New Jersey) – amerykańska aktorka filmowa, znana głównie z serialu Three’s Company, w którym grała od 1981 do 1984 roku.

## Filmografia
- 1989 – Licencja na zabijanie jako Della Churchill
- 1992 – Ojczym 3 jako Christine Davis
- 1993 – Akademia czarownic jako Edith
- 1995 – Szczury z supermarketu jako panna Ivannah
- 1997 – Ziemia straceńców jako Della Desordo
- 2005 – Bękarty diabła jako Gloria Sullivan